# Mosso

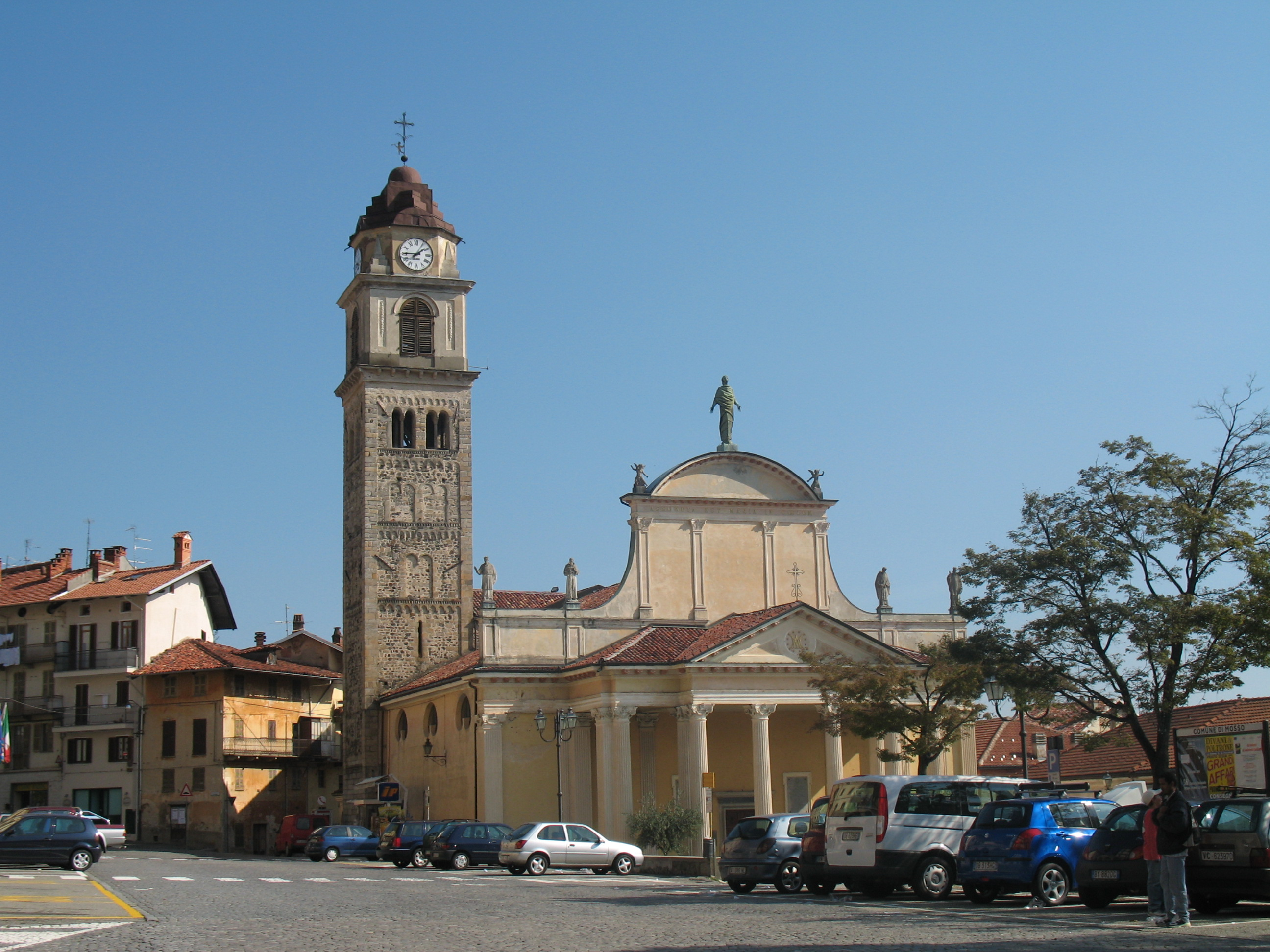
Chiesa Santa Maria Assunta

Mosso ist eine Fraktion (Ortsteil, ital. frazione) der Gemeinde Valdilana mit zuletzt 1.451 Einwohnern (Stand: 30. November 2018) in der italienischen Provinz Biella (BI), Region Piemont.

## Geographie
Das Gemeindegebiet umfasst eine Fläche von 17,23 Quadratkilometer.
Von 1908 bis 1935 bestand hier ein Bahnhof (Pianceri-Mosso) an der (Normalspur-)Eisenbahnstrecke von Grignasco nach Coggiola.

## Geschichte
Die Ortschaft wurde 962 in einer Urkunde Ottos I. erstmals erwähnt.
Seit dem 1. Januar 2019 ist Mosso Teil der Gemeinde Valdilana.

## Sehenswürdigkeiten
- Kirche Mariä Himmelfahrt